# Poncetia albistriga
Poncetia albistriga är en fjärilsart som beskrevs av Moore 1879. Poncetia albistriga ingår i släktet Poncetia och familjen tandspinnare. Inga underarter finns listade i Catalogue of Life.